# Phyllomys unicolor
Phyllomys unicolor е вид бозайник от семейство Бодливи плъхове (Echimyidae). Видът е критично застрашен от изчезване.

## Разпространение
Разпространен е в Бразилия.